# Occitano meridionale

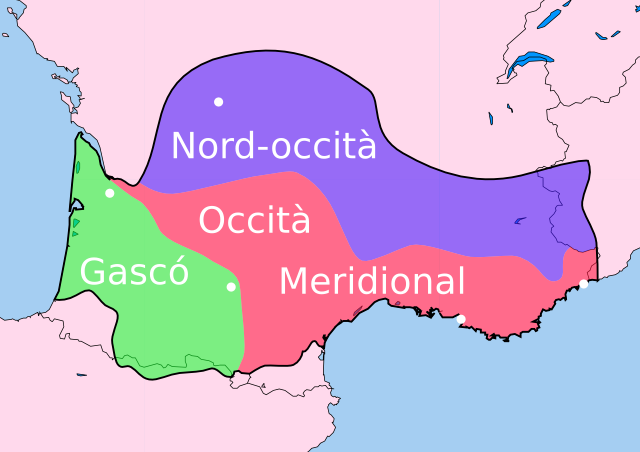
In rosa nella cartina, l'occitano mediano o meridionale

L’occitano mediano o medio occitano (talvolta chiamato occitano meridionale) è un insieme dialettale dell'occitano, che raggruppa il linguadociano e il provenzale.

## Caratterizzazione
L'occitano meridionale si distingue :
- dal guascone, per la conservazione della f latina (che nel guascone passa ad h)
- dall'occitano settentrionale, per la conservazione di ca e ga latine (che sono palatalizzate in cha e ja nel Nord)